# Daniel Samonas
Daniel Nicholas Patrick Samonas (Toronto, 7 de março de 1990) é um ator canadense, mais conhecido por fazer participações especiais em séries de TV do Disney Channel e da Nickelodeon. Samonas participou de iCarly em 2008 como Doug Todder no episódio "iFence". Em seguida participou da série Wizards of Waverly Place como Dean nos episódios "Smarty Pants", "Graphic Novel", "Racing", "Alex's Brother, Maximan", "Saving WizTech - Part 1" e "Saving WizTech - Part 2". Ele interpretava o namorado de Alex Russo, vivida por Selena Gomez, e era o tatuador da escola.

## Trabalhos na televisão
| Ano         | Série                           | Personagem  |
| ----------- | ------------------------------- | ----------- |
| 2004        | Ephraim                         | ?           |
| 2004        | Pizza Palace                    | ?           |
| 2005-2007   | Avatar: The Last Airbender      | Teo (Voz)   |
| 2006        | Zoey 101                        | ?           |
| 2006        | Hannah Montana                  | Josh        |
| 2008        | iCarly                          | Doug Todder |
| 2008 - 2010 | Os Feiticeiros de Waverly Place | Dean        |
| 2012        | Três histórias, um destino      | Johnny      |